# Канатная плясунья
«Канатная плясунья» (фр. La danseuse de corde) — пастель французского художник-постимпрессиониста Анри де Тулуз-Лотрека, написанная в 1899 году.
В начале 1899 года мать художника после очередного приступа белой горячки у сына настояла на том, чтобы он лёг в психиатрическую лечебницу, расположенную неподалёку от Парижа, в городе Нёйи-сюр-Сен. Там Лотрек лечился с 27 февраля по 17 мая 1899 года. Доктора считали, что одним из симптомов болезни была потеря памяти. Тулуз-Лотрек, чтобы убедить докторов в выздоровлении, по совету друга начал по памяти писать сцены из жизни цирка — популярного в то время развлечения. Так появилась пастель «Канатная плясунья». Она, как и другие произведения из цирковой серии, созданные во время пребывания в лечебнице, написана исключительно по памяти без использования каких-либо вспомогательных материалов. В отличие от более ранних произведений художника, зачастую представляющих собой мимолётное впечатление, здесь видна детальная и продуманная композиция, как в форме, так и в содержании.
«Канатная плясунья» была в 1968 году приобретена Национальным музеем Швеции, где хранится и по сей день. Инвентарный номер NMB 1938. С 17 сентября 2011-го по 19 февраля 2012 года картина находилась в Государственном музее искусств в Копенгагене в рамках выставки «Тулуз-Лотрек. Человеческая комедия».